# Santiago Cúneo
Gabriel Santiago Cúneo (Buenos Aires, 5 de setembre de 1970) és un empresari, polític i periodista vinculat a sectors d'extrema dreta en el peronisme.
Es va donar conéixer arran del programa Uno Más Un Tres que es va transmetre tant per ràdio com per televisió des del 2013 fins al 2018. Aquest programa va ser guardonat el 2017 i el 2018 amb els Premis Martín Fierro, en les categories periodístiques de Millor programa de recerca.

## Biografia
Va ser criat al barri porteny de La Boca, on va viure tota la seua infantesa i adolescència.
Va ser pròxim a membres de grups com Carapintadas, encapçalat per Aldo Rico, la qual cosa va fer que l'expulsaren del partit UCR.
Durant els anys 90 va formar part de l'empresa CopPetrol, el mercat de la qual era l'assortiment i venda de combustibles automòbils.

### Carrera política
Entre el 2005 i el 2015 es va presentar diverses vegades a eleccions per a regidor i alcalde per a la ciutat de San Miguel, i, excepte el 2015, sempre ho va fer des de partits vinculats al peronisme. El 2007 es va presentar com a cap de llista a legislador porteny amb la candidatura de Guillermo Cherashny, Consenso Porteño.
El 2019 va intentar ser candidat a governador de la província de Buenos Aires, però com que va obtindre només el 0,23% dels sufragis no es va poder presentar a les eleccions generals.
El 2021 ho va tornar a intentar, aquesta vegada per a ser candidat a diputat nacional a la província de Buenos Aires pel Partido Popular, però no va aconseguir la quantitat suficient de vots com per a guanyar.

### Uno Más Uno Tres
Uno Más Uno Tres fou un programa de periodisme polític. Va començar el 2013, i s'emetia originalment pel canal de televisió Canal 26 i per Canal Metro, dirigit per Santiago Cúneo i Nora Briozzo.
El programa era inicialment opositor al govern de la llavors presidenta Cristina Fernández de Kirchner, i part dels informes transmesos en el programa tractaven de casos relacionats amb el kirchnerisme (entre ells, el conegut Cas Nisman).
El programa va anar adquirint popularitat durant el 2016, any en què els informes posaven el focus en el govern d'aquell moment, el de Mauricio Macri.
Va ser despatxat de Canal 26, segons fonts del mitjà per agressions del periodista als gerents. Encara que, segons Cúneo, va ser acomiadat per la pressió del govern per unes investigacions que podien deixar en una posició incòmoda a alts funcionaris del govern.
El programa es va traslladar a Crónica TV i va continuar transmetent-se en aquest canal durant més d'un any. En aquesta etapa el caràcter dels informes es va tornar molt més crític al govern de Macri.
Al maig del 2018, després d'un viatge de Macri a Israel, Cúneo li va dirigir al president un editorial en el qual el vinculava al "sionisme internacional", arribant a preguntar-se si el president hauria negociat el Pla Andinia per a lliurar la Patagònia. Per això la DAIA ho va denunciar per antisemitisme i va ser expulsat del canal Crónica TV. Un altre dels motius pel qual va ser expulsat, va ser pels insults contra la periodista oficialista Silvia Mercado. Des de llavors, va continuar el seu programa des d'Internet.
El programa va traslladar per tercera vegada a un canal web, el Canal 22, i continua emetent-se en aquest canal des de llavors.
Va ser productor del film Encuarentenadas, comèdia protagonitzada per Ximena Rijel i amb la participació de personalitats com Chiche Gelblung, Dady Brieva, Atilio Veronelli, Silvio Soldán i Nito Artaza, entre d'altres. Al setembre de 2023, el programa es va traslladar al canal EXTRA! de manera simultanea amb el seu canal web Canal 22.

## Ideologia

### Política
Cúneo va ser opositor del govern kirchnerista. Considerava el kirchnerismo com a incapaç, tant de dur a terme un pla econòmic a llarg termini, com per a mantenir sòlid i unificat al justicialisme (partit fundacional del peronisme).
El 2015, va donar suport a la fórmula Cambiemos per a les eleccions presidencials de l'Argentina de 2015, amb el principal objectiu de posar fi al kirchnerismo, però es va deslligar d'aquesta coalició el 2016, quan va començar a qüestionar les polítiques que s'estaven duent-se a terme pel nou govern. Ideològicament, Cúneo es declara confederal, peronista ortodox, sindicalista i nacionalista.

### Conflicte amb el govern de Macri
Entre el juliol i l'agost del 2018, va rebre diverses denúncies per part de funcionaris del govern per «incitació a l'odi», «apologia a la sedició» i «falta de respecte a la figura presidencial». Entre els denunciants, es troben la ministra de Seguretat del govern de Macri, Patricia Bullrich.
Cúneo va declarar aquestes denúncies com a intents del govern per a intimidar-lo, pel fet que en aquestes dates, va iniciar una recollida de signatures per a proposar en el congrés un judici polític contra el president Macri, emparant-se en els articles 29, 39, 59, 60 i 119 de la Constitució Nacional.

### Religió
Cúneo s'identifica com a catòlic. Al desembre de 2020 va confrontar al president Alberto Fernández, dient que aquest no era "Ni catòlic, ni peronista" per, entre altres coses, impulsar la legalització de l'avortament.

## Historial electoral
| Any  | Candidatura                                       | Partit polític                         | Elecció  | Vots   |  |
| ---- | ------------------------------------------------- | -------------------------------------- | -------- | ------ |  |
| 2007 | Legislador de la Ciutat Autònoma de Buenos Aires  | Partido Consenso Porteño               | General  | 6241   |  |
| 2019 | Governador per la Província de Buenos Aires       | Dignidad Popular                       | Primària | 21 491 |  |
| 2021 | Diputat Nacional per la Província de Buenos Aires | Partido Popular                        | Primària | 35 194 |  |
| 2023 | President de la Nació Argentina                   | Movimiento Izquierda Juventud Dignidad | Primària | 56 226 |  |

## Distincions
| Any  | Premi                               | Categoria                           | Resultat  |
| ---- | ----------------------------------- | ----------------------------------- | --------- |
| 2016 | Premio Dorado - Chaco               | Premio Dorado - Chaco               | Guanyador |
| 2016 | Premio Cuna de la Bandera - Rosario | Premio Cuna de la Bandera - Rosario | Guanyador |
| 2016 | Premio Balena - Chubut              | Premio Balena - Chubut              | Guanyador |
| 2016 | Premio Antena VIP - La Plata        | Premio Antena VIP - La Plata        | Guanyador |
| 2017 | Premios Martín Fierro               | Millor Programa de Recerca          | Guanyador |
| 2018 | Premios Martín Fierro               | Millor Programa Periodístic         | Guanyador |